# Ezrom Legae
Ezrom Legae (Johannesburgo, 1938-Soweto, 1999) fue un escultor y dibujante sudafricano.
Nacido en el suburbio de Vrededorp, en Johannesburgo, Legae estudió en el Centro de Arte Polly Street a partir de 1959; desde 1960 hasta 1964 asistió al Centro de Arte del Jubileo y trabajó con Cecil Skotnes y Kumalo Sydney.  En 1965 se convirtió en maestro, y pasó a ser codirector del Centro de Arte del Jubileo. En 1970 recibió una beca que le permitió viajar a Europa y Estados Unidos; entre 1972 y 1974 fue director de la Asociación del Proyecto de Arte música y drama de África.
Legae trabajó a tiempo completo como artista, vivió en Soweto con su familia hasta su muerte.